# Hybalus graecus
Hybalus graecus är en skalbaggsart som beskrevs av Sturm 1843. Hybalus graecus ingår i släktet Hybalus och familjen Orphnidae. Inga underarter finns listade i Catalogue of Life.